# Log (przyrząd pomiarowy)

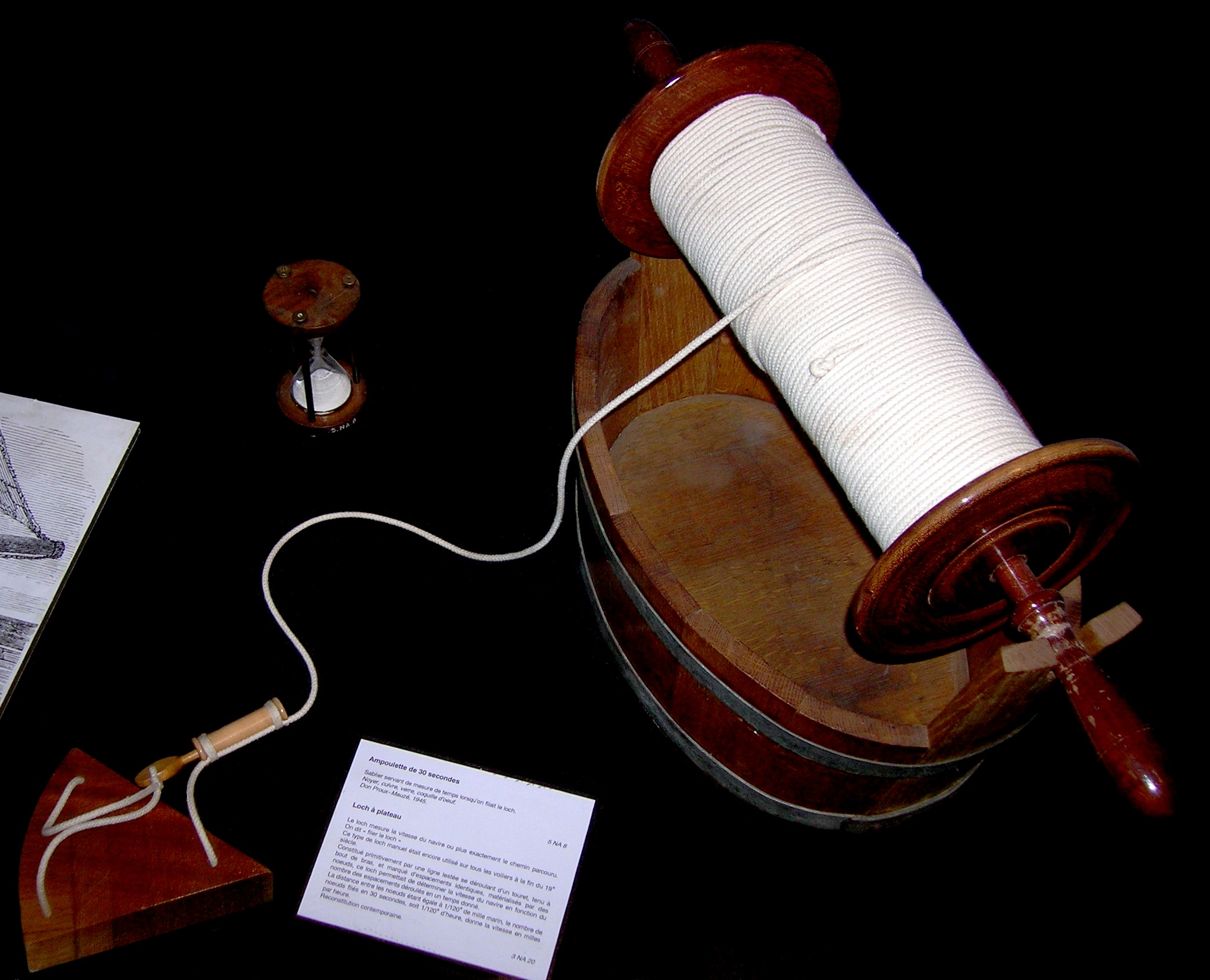
Zestaw logu ręcznego (Muzeum morskie w Paryżu).

Log (od ang. log, „kloc, kłoda, polano”) – przyrząd pomiarowy służący do określenia prędkości poruszania się jednostki pływającej. Pierwotnie (tzw. log ręczny) miał postać liny z zawiązanymi na niej, w równych odstępach węzłami. Żeglarz stojący na rufie rzucał log do morza, a następnie gdy poczuł pod palcami pierwszy węzeł dawał znać innemu członkowi załogi, który liczył czas np. za pomocą jednominutowej klepsydry. W ten sposób wyznaczono prędkość statku w węzłach, które w prostych obliczeniach można było przeliczyć na mile morskie na godziny. Pomiar prędkości prowadzony poprzez splunięcie za burtę i obserwowanie położenia śliny nazywa się żartobliwie logiem hiszpańskim.
Pozostałe rodzaje

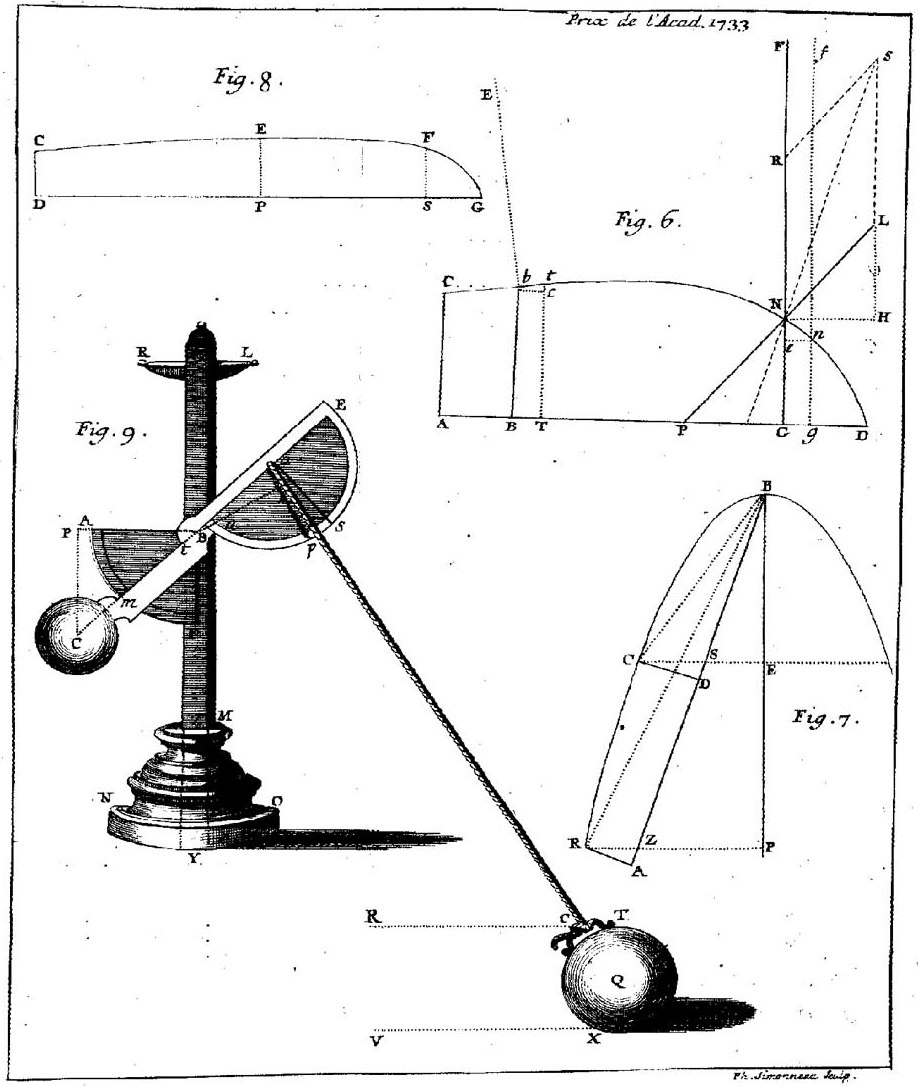
Log, 1734

- turbinowy – oparte są na turbinie znajdującej się poniżej linii wodnej i mierzą prędkość na podstawie liczby obrotów,
- burtowy,
- ciśnieniowy, (SAL) działa na zasadzie rurki Pitota, mierząc zmiany ciśnienia wody, pochodzące od prędkości statku,
- elektromagnetyczny,
- hydroakustyczny (dopplerowski), mierzący zmiany częstotliwości dźwięku rozchodzącego się w wodzie (efekt Dopplera),
- mechaniczny (Walkera), mierzący liczbę obrotów specjalnej śruby holowanej za statkiem.

Możliwe jest także satelitarne mierzenie prędkości albo w oparciu o technologie radarowe itp.
Na wielkich jednostkach oprócz logu mierzącego prędkość do przodu instaluje się (na dziobie i na rufie) dodatkowe logi, o dużej dokładności, mierzące prędkość poprzeczną. Logów tych używa się w czasie manewrów portowych.